# Kati Outinen
Anna Katriina Outinen, dite Kati Outinen, est une actrice finlandaise, née le 17 août 1961 à Helsinki.
Elle a souvent interprété les rôles féminins principaux dans les films du réalisateur finlandais Aki Kaurismäki, notamment dans L'Homme sans passé pour lequel elle a remporté le prix d'interprétation féminine au Festival de Cannes 2002. Parmi ses autres distinctions, elle a également reçu trois fois le Jussi du meilleur premier rôle féminin et a été décorée de la médaille Pro Finlandia en 2005.

## Biographie
Née en 1961 à Helsinki, Kati Outinen intègre à neuf ans une école de ballet. Mais elle privilégie finalement le théâtre et entre dans un club pour enfants à l’âge de douze ans.
Elle termine à peine ses études secondaires qu'elle obtient un rôle dans un film finlandais tourné en 1979 et sorti en 1980, Täältä tullaan, elämä! (fi) de Tapio Suominen (fi), et décrivant un trio de jeunes, rebelles, de la banlieue d'Helsinki. Le film, où elle interprète un des rôles principaux, est un succès en Finlande, récompensé par un prix Jussis.
Pendant quatre ans, à partir de 1980, elle étudie l'art dramatique à l'École supérieure d'art dramatique d'Helsinki, auprès du metteur en scène Jouko Turkka. Elle n'applique pourtant pas les techniques de jeu spécifiques de l'« école Turkka ».
Elle atteint une renommée internationale grâce aux films de son compatriote Aki Kaurismäki, qui la retient comme actrice dès 1986, dans Ombres au paradis. Elle joue ensuite dans un grand nombre de films de ce cinéaste, comme La Fille aux allumettes en 1989, Tiens ton foulard, Tatiana en 1994, ou encore Au loin s'en vont les nuages en 1996,,,,. Lors du festival de Cannes 2002, elle remporte le prix d'interprétation féminine pour son rôle dans un autre film de Kaurismäki : L'Homme sans passé. Elle continue de collaborer ensuite avec ce réalisateur en tenant un des rôles principaux dans Le Havre, joué en français, sorti en 2011, puis un rôle plus secondaire dans L'Autre Côté de l'espoir.
En parallèle, elle travaillant pour d'autres réalisateurs dans les années 2000, par exemple dans Nude, Descending...  de C.S. Leigh ou Avida de Benoît Delépine et Gustave Kervern.
Elle est également connue pour ses rôles au théâtre dans des pièces finlandaises contemporaines, mais aussi dans Roberto Zucco, la pièce de Bernard-Marie Koltès où elle interprète « la gamine », ou encore dans Les Trois Sœurs d'Anton Tchekhov où elle interprète Irina.
Elle a été aussi professeure à l’École supérieure de théâtre d'Helsinki de 2002 à 2013.

## Filmographie partielle

### Sous la direction de Aki Kaurismäki
- 1986 : Ombres au paradis
- 1987 : Hamlet Goes Business
- 1990 : La Fille aux allumettes
- 1994 : Tiens ton foulard, Tatiana
- 1996 : Au loin s'en vont les nuages
- 1999 : Juha
- 2002 : L'Homme sans passé
- 2002 : Ten Minutes Older, segment Dogs Have No Hell
- 2006 : Les Lumières du faubourg
- 2011 : Le Havre
- 2017 : L'Autre Côté de l'espoir

### Avec d'autres réalisateurs
- 1980 : Täältä tullaan, elämä! (fi) de Tapio Suominen (fi)
- 1984 : Le Contemporain (en) de Timo Linnasalo (fi)
- 1997 : Histoires de la Saint-Jean d'Esa Illi (fi)
- 1998 : Aller simple pour Inari de Peter Lichtefeld (de)
- 1999 : History Is Made at Night  de Ilkka Järvi-Laturi (en)
- 2002 : Nude, Descending...  de C.S. Leigh
- 2004 : Musique rock de Vittula (en) de Reza Bagher (en)
- 2006 : Avida de Benoît Delépine et Gustave Kervern
- 2008 : La Maison des papillons noirs (en) de Dome Karukoski
- 2008 : Sauna d'Antti-Jussi Annila
- 2009 : Divorce à la finlandaise (en) de Mika Kaurismäki
- 2013 : Clownwise (cs) de Viktor Tauš
- 2016 : Dark Murders (Dark Crimes) d'Alexandros Avranas : Malinowska
- 2019 : The Only Child - L'Enfant unique (The Hole in the Ground) de Lee Cronin : Noreen Brady

## Distinctions

### Décoration
- Médaille Pro Finlandia en 2005

### Récompenses
- Jussis 1991 : meilleur premier rôle féminin La Fille aux allumettes
- Jussis 1997 : meilleur premier rôle féminin pour Au loin s'en vont les nuages
- Festival de Cannes 2002 : prix d'interprétation féminine pour L'Homme sans passé
- Festival de Bangkok 2003 : Kinnari d'or de la meilleure actrice pour L'Homme sans passé
- Jussis 2003 : meilleur premier rôle féminin pour L'Homme sans passé
- Bremen Film Award 2004
- Festival de Locarno 2011 : Swiss Critics Boccalino Award pour Le Havre

### Nominations
- Jussis 2000 : meilleur premier rôle féminin pour Juha
- Prix du cinéma européen 2002 : meilleure actrice européenne pour L'Homme sans passé
- Lions tchèques 2014 : meilleure actrice dans un second rôle pour Clownwise (cs)

## Publication
- (fi) Kati Outinen, Niin lähelle kuin muistan, Hämeenlinna, Karisto, 2021 (ISBN 978-951-1-39522-5)